# Pilemia smatanai
Pilemia smatanai là một loài bọ cánh cứng trong họ Cerambycidae.